# Ceca de Kelin
La ciudad ibérica de Kelin estuvo localizada en el cerro de Los Villares (Caudete de las Fuentes, provincia de Valencia). La producción monetaria de Kelin fue muy escasa y se redujo a una sola emisión, formada por dos denominaciones: 
- Unidades. Las unidades utilizaron en el anverso una cabeza masculina a derecha, entre un delfín y una palma, y en el reverso un jinete con lanza.[2]
- Mitades. Utilizaron para el anverso el mismo tipo de diseño que las unidades, la cabeza masculina, y para el reverso se eligió un toro.[3]

El patrón de pesos que se utilizó fue el que estaba en vigor en la zona, con unidades de unos 9,40 g. y mitades de 5,43 g. El número de monedas emitidas fue reducido y el valor de la riqueza que pusieron en circulación también; ello motivó que su uso se limitara a su lugar de emisión y zonas limítrofes próximas.
La fecha de su acuñación es incierta, pero probablemente deba ser anterior a la destrucción de la ciudad durante el período de las Guerras Sertorianas y contemporáneas a las acuñaciones de Ikalesken (localizada probablemente en Iniesta, Cuenca), según se deduce de su similitud estilística y de fabricación.